# Gravy
La gravy és una salsa espessida, feta generalment a partir dels sucs despresos durant la cocció de la carn o de les verdures (pastanaga, etc.) o totes dues coses alhora, fent un desglaçat, normalment amb brou de carn. Recentment, s'acostuma a comprar la base en forma de pastilles ja preparades. Aquesta salsa se sol servir a Irlanda i al Regne Unit acompanyant carns rostides i el puré de patates.
Les salses espessides es fan habitualment a partir de farina refinada o d'una barreja de greix i farina. Els sucs de la carn cuinada, o els líquids dissolts de les pastilles de brou s'agreguen gradualment a la barreja, remenant contínuament per a assegurar-se que es barreja bé i que l'espessidor no forma grumolls. També es pot ometre totalment el greix animal com a part de la base a causa de la seva alta proporció de greix saturat o substituir-la per farina de blat de moro.

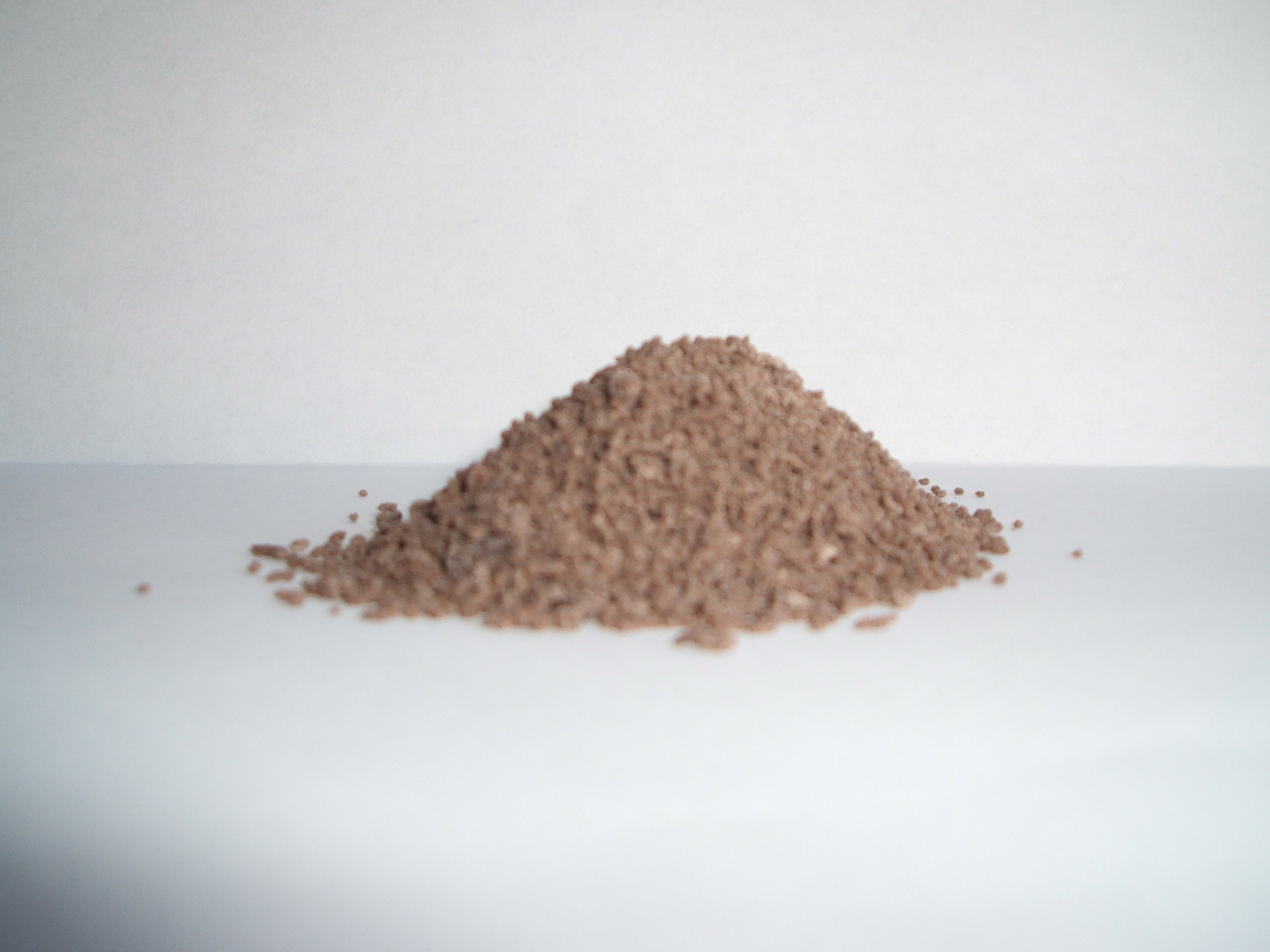
Gravy en gra

A la cuina menorquina, s'utilitza, per exemple, per a cuinar els macarrons amb grevi, com a herència de la dominació dels anglesos de l'illa. La gravy també s'utilitza habitualment per a acompanyar la carn de porc, pollastre, anyell, gall dindi, i vedella així com galetes a l'estil americà, Yorkshire pudding i qualsevol mena de farciment. Al Canadà, a Austràlia i al Regne Unit, les patates fregides acompanyades amb gravy són molt benvolgudes. I també sol trobar-se acompanyant el tradicional "Sunday roast". La gravy britànica és famosa per la seva densitat. Al Canadà, la gravy és una part fonamental del "Poutine". El puré de patates amb gravy és un plat molt popular als Estats Units. A tots els Estats Units, la salsa es menja habitualment amb els àpats d'Acció de Gràcies  com  el gall dindi, el puré de patates i el farcit.

## Variants
En moltes parts d'Àsia, particularment a l'Índia, Malàisia i Singapur, la paraula "gravy" s'utilitza per a referir-se a qualsevol salsa espessida. Per exemple, la part líquida d'un curri espès es pot identificar com a gravy. Una variació sud-americana consisteix en gravy de xocolata acompanyant les galetes a l'estil americà.